# العبیدی
ال عبیدی (به عربی: العبیدی) یک شهرک در عراق است که در استان انبار واقع شده‌است.